# Emsetal

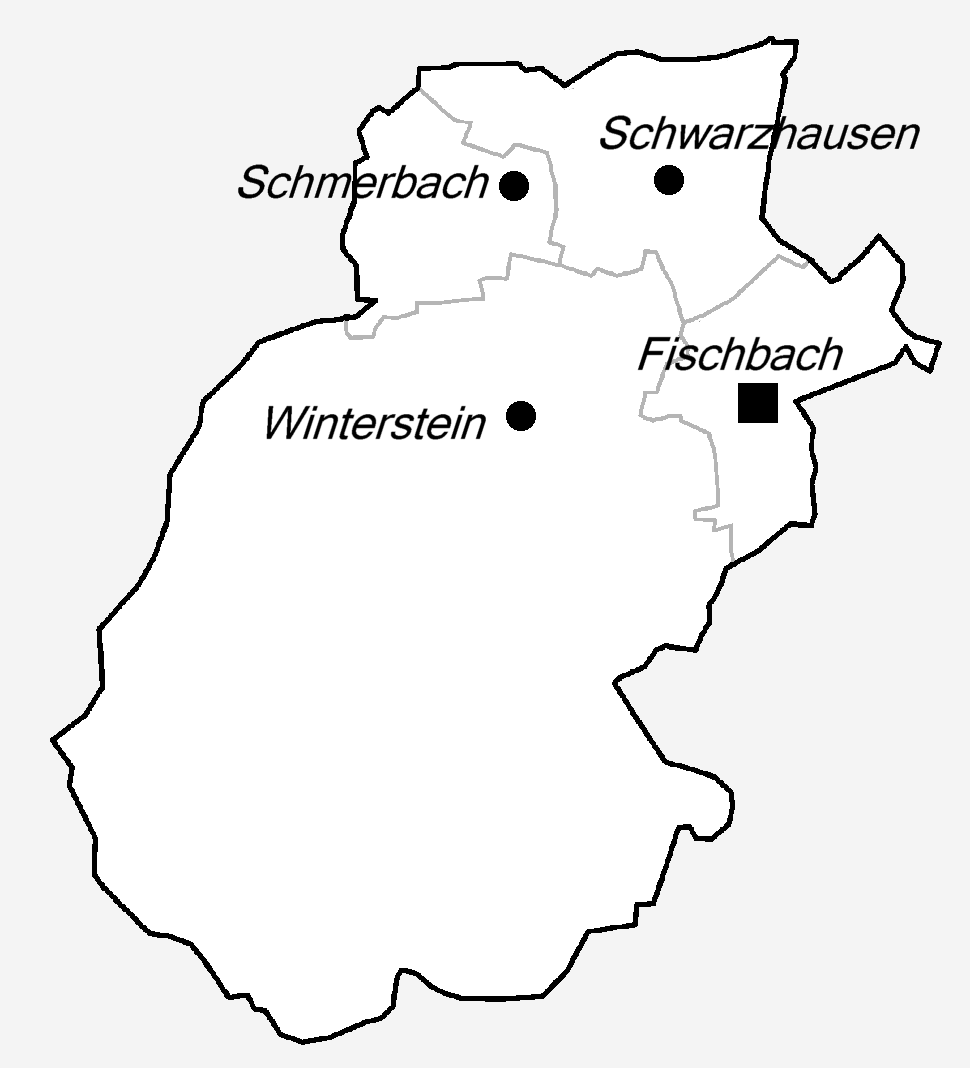
Indeling van de gemeente tot 31 december 2013

Emsetal was een Duitse eenheidsgemeente in Thüringen. De gemeente lag aan de westrand van de Landkreis Gotha op ongeveer 18 km van de Kreisstadt Gotha. Emsetal ontstond in 1996 uit de fusie van de voordien zelfstandige gemeenten Fischbach, Schmerbach, Schwarzhausen en Winterstein. De naam van de gemeente verwees naar de rivier Emse. Op 31 december 2013 werd de gemeente opgeheven en ging ze op in de stad Waltershausen.